# Михаловице (гмина, Прушковский повет)
Михаловице (пол. Michałowice) — сельская гмина (волость) в Польше, входит как административная единица в Прушковский повет, Мазовецкое воеводство. Население — 15 073 человека (на 2004 год).

## Демография
| Перепись                       | Всего   | Всего | Женщины | Женщины | Мужчины | Мужчины |
| ------------------------------ | ------- | ----- | ------- | ------- | ------- | ------- |
| Единицы                        | человек | %     | человек | %       | человек | %       |
| Население                      | 15 073  | 100   | 7813    | 51,8    | 7260    | 48,2    |
| Плотность населения (чел./км²) | 432,1   | 432,1 | 224     | 224     | 208,1   | 208,1   |

## Поселения
1. Коморув
2. Граница
3. Коморув
4. Михаловице-Оседле
5. Нова-Весь
6. Опач-Колёня
7. Опач-Мала
8. Пенцице
9. Пенцице-Мале
10. Регулы
11. Соколув
12. Сухы-Ляс

## Соседние гмины
1. Гмина Брвинув
2. Гмина Надажин
3. Пястув
4. Прушкув
5. Гмина Рашин
6. Варшава